# Cercle des Régates de Bruxelles
Le Cercle des Régates de Bruxelles est un club d'aviron qui fut créé en 1878 par Mr Aimé Duhot.

## Historique
" Tirer dur & Barrer droit ! "
En 1878, le Cercle des régates de Bruxelles fut fondé en bordure du canal Bruxelles-Charleroi au niveau de L'Allée verte. C'est là, que le club organisa les premières régates « de 8+ » en Belgique.
Quelques années plus tard, le club déménagea pour les installations nautiques du CERIA à Anderlecht. Ce n'est que le 22 juin 2002 que le Cercle s'installa dans ses propres locaux.

## Bâtiments
- Quai de Willebroeck 23 Bruxelles 1000
- Quai de Willebroeck 27 Bruxelles 1000
- Quai de Veeweyde,120 Bruxelles 1070
- Quai de Veeweyde,65 Bruxelles 1070

## Présidents
Aimé DUHOT - Hector COLLARD - P. OLIN - Oscar GREGOIRE - Adolphe WAEFELAER - Gustave DRYEPONDT (Dr) - Charles STORCK - Jules VRANCKX - Armand NANDANCEE - Yvette NANDANCEE - Ignacio DE LA SERNA

## Philanthropie
Jean Bosquet incita en 1876 les membres de son "Cercle des régates de Bruxelles" à fonder le "Conservatoire africain" (actuellement: "Œuvre Royale des Berceaux Princesse Paola - Conservatoire africain"),  première œuvre philanthropique belge, destinée à aider l'enfance défavorisée de notre pays. Le "Conservatoire Africain, avec ses noirauds viendra désormais en aide à la crèche principale de la Société royale de philanthropie.
Pour la petite histoire : à la suite de l'hiver rigoureux, cette bande de camarades décida de profiter du carnaval pour faire une collecte en faveur d'une crèche de Bruxelles alors au bord de la faillite. Désireux de rester anonymes ils décidèrent de se déguiser et comme le thème de l’Afrique était d’actualité à l’époque, ils se noircirent le visage, se vêtirent de pantalons bouffants de couleur vive, de vestes queue-de-pie noire, de chapeaux haut de forme blanc, de chaînes et de breloques clinquantes. Le but était de se faire remarquer et que la collecte se fasse dans la bonne humeur. C’est ainsi que naquirent " Les Noirauds de Bruxelles ".

## Palmarès
Le Cercle a depuis 1878 remporté de nombreux titres nationaux et internationaux dans diverses catégories de bateaux, de même, certains membres ont représenté la Belgique aux Jeux olympiques.
Le Cercle est le seul club francophone ayant remporté une médaille au championnat du Monde Senior (Tampere/Finlande 95).

## Hommage aux membres du club Morts pour la Patrie
1914-1918
ANNOOT L. (Major) - BAUDOUX Richard - EMMERICKX Jean - HOLLANDERS Maurice - LAGAERT Edmond - SCHUERMANS Joseph - THELINGE André
1940-1945
ANDRIEN Michel - MEERSMAN Laurent - NOEL Jean - STORCK Jacques - TRE Jacques - VAN DEN DRIESSCHE Paul

## Groupements sportifs et/ou philanthropiques issus du Cercle des régates de Bruxelles
- Les Berceaux Princesse Paola ("Œuvre Royale des Berceaux Princesse Paola - Conservatoire africain"),
- Le Brussels Royal Club
- Le Royal Brussels Poseidon
- La Société nautique universitaire de Bruxelles